# Juan José Carpio

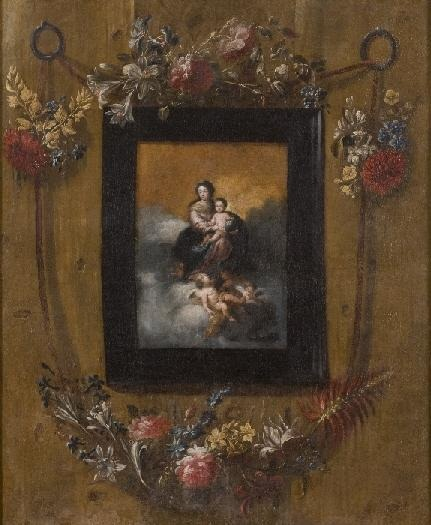
Guirnalda de flores con lienzo de la Virgen y el Niño, óleo sobre lienzo, 97 x 81 cm, Museo de Bellas Artes de Sevilla.

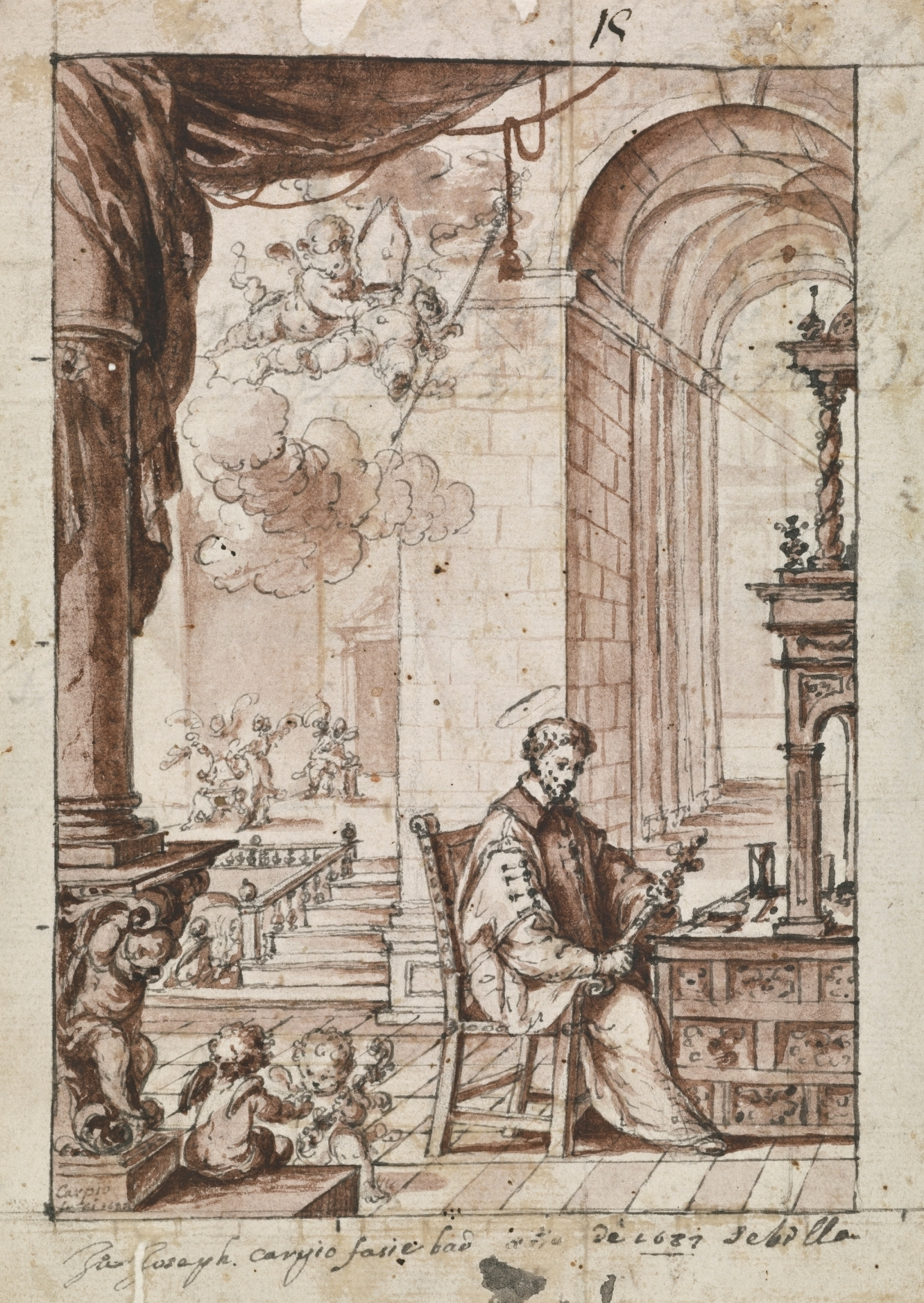
San Eloy, orfebre. Preparado a lápiz negro, pluma y aguada rosada sobre papel verjurado, 186 × 135 mm. Gabinete de Dibujos, Estampas y Fotografías del Museo del Prado, donación Zóbel.

Juan José Carpio (Antequera (Málaga), c. 1654/55-Sevilla, 1710) fue un pintor español activo en Sevilla a finales del siglo XVII y principios del XVIII.

## Biografía
Son escasas las noticias que se tienen sobre su vida. Nació en Antequera (Málaga) entre 1654 y 1655. En 1671, si no hay error en la fecha, presentó un dibujo al concurso abierto para la realización de la urna de plata con destino a las fiestas por la canonización de Fernando III el Santo. Con 20 años ya se encontraba establecido en Sevilla, en la colación de la iglesia de la Magdalena. En 1676 firmó y fechó La presentación del Niño en el Templo, una de las piezas del más significativo conjunto de su escasa obra conocida: una serie de seis cuadros sobre la vida de la Virgen y san Felipe Neri en amplios escenarios arquitectónicos tanto interiores como exteriores para la iglesia de San Alberto de Sevilla. Conservadas en el lugar para el que fueron pintadas, son pinturas que pueden inscribirse en el género conocido como caprichos arquitectónicos, en el que una escena bíblica, histórica o alegórica es la excusa para representar una perspectiva arquitectónica fingida, minuciosamente descrita y poblada por personajes de pequeño tamaño e interés secundario, pues lo que importa en ellas es destacar la majestuosidad de los edificios.
Un dibujo con San Eloy, orfebre, firmado y fechado en 1687 (Gabinete de Dibujos, Estampas y Fotografías del Museo del Prado) reúne las mismas características al presentar al santo acompañado por ángeles ante una gran perspectiva arquitectónica. En 1693 participó en la policromía de las imágenes de la cofradía del Santo Entierro de Sevilla y tres años más tarde colaboró en la decoración del túmulo que se construyó en honor de Mariana de Austria, para el que pintó dieciséis escudos de armas.
También le corresponden un par de guirnaldas de flores firmadas «Carpio»: Guirnalda con San Nicolás de Bari y Guirnalda con la Virgen y el Niño, procedentes de la iglesia de San Bernardo de Sevilla y conservadas ambas en el Museo de Bellas Artes de Sevilla, concebidas como trampantojos en los que las imágenes religiosas se presentan como pequeños lienzos enmarcados, sujetos a una pared de madera y rodeados por orlas de flores que cuelgan de cintas sujetas a la pared por aros, insistiendo en los efectos de relieve.
En su estilo se percibe la influencia de la pintura flamenca, explicable por la presencia en Sevilla de una importante colonia de esa procedencia, entre la que se contaban pintores como Cornelio Schut, Pedro de Campolargo, Jan Van Mol y Sebastián Faix, aunque la influencia más directa es la de Juan de Valdés Leal en sus expresivas figuras y detalles decorativos, para los que también utilizó como modelos estampas flamencas.
Otros datos acerca de su obra e intereses artísticos se obtienen del inventario de sus bienes realizado en 1701, a la muerte de su esposa. La presencia entre esos bienes de «zinco lienzos de tres baras de largo y dos y media de alto, el uno del Arca de Noé y los otros burlescos», parecen indicar que Carpio cultivó también las escenas de género, al modo, quizá, como la practicó Murillo, aunque no se le conoce ninguna pintura de estas características. Guardaba, además, borrones y estampas, algunas obtenidas a cambio de lienzos de asunto indeterminado, y tres paisitos junto a «dose laminitas flamencas de países, pintadas en cobre» y «dos borrones [...] de la Pintura y Poesía, de mano de Juan de Baldez», lo que corrobora tanto su atención hacia los modelos flamencos como su seguimiento de la obra de Valdés Leal.